# Marceli Trapszo

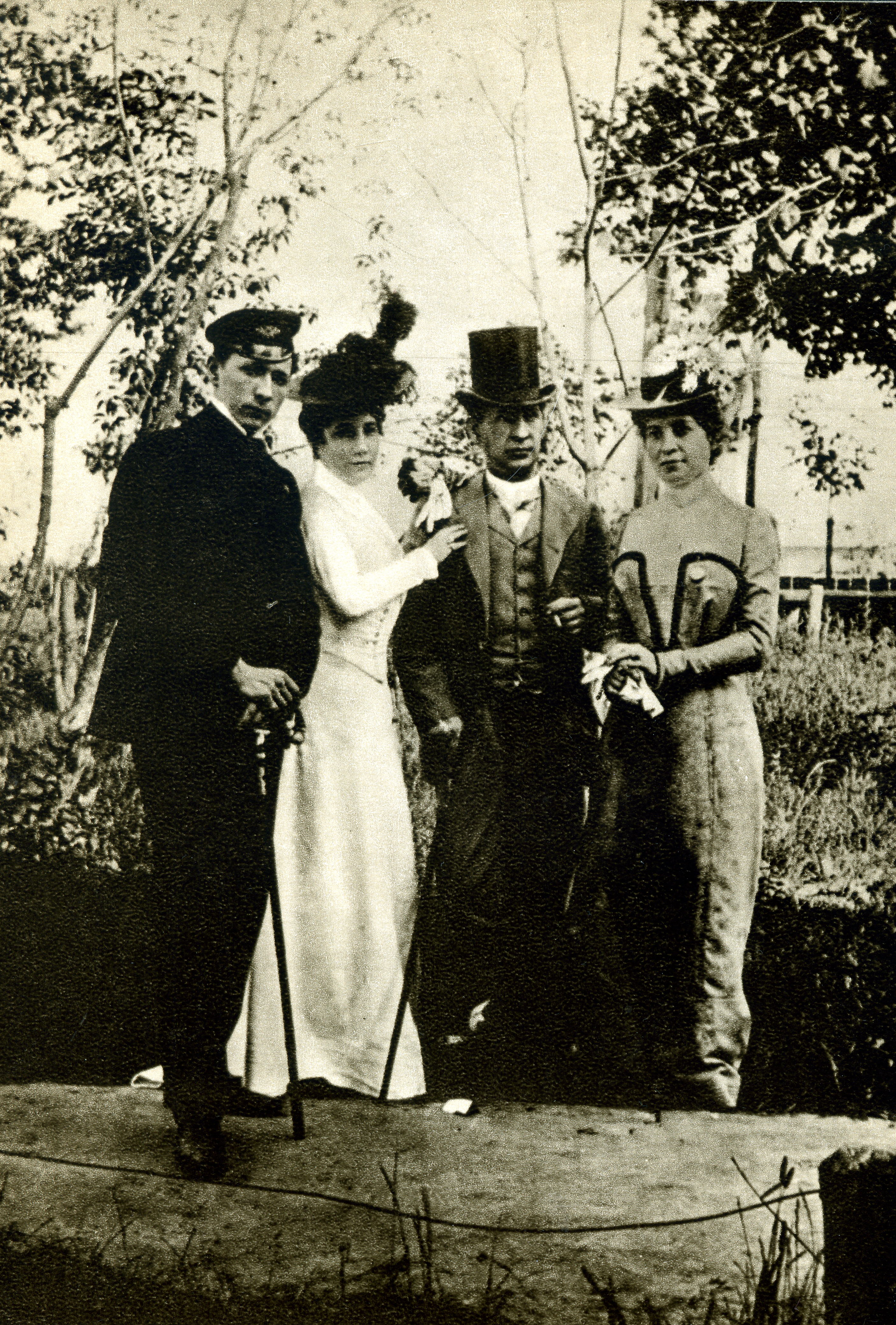
Marceli Trapszo (w cylindrze) z siostrami: Teklą i Ireną oraz synem Władysławem

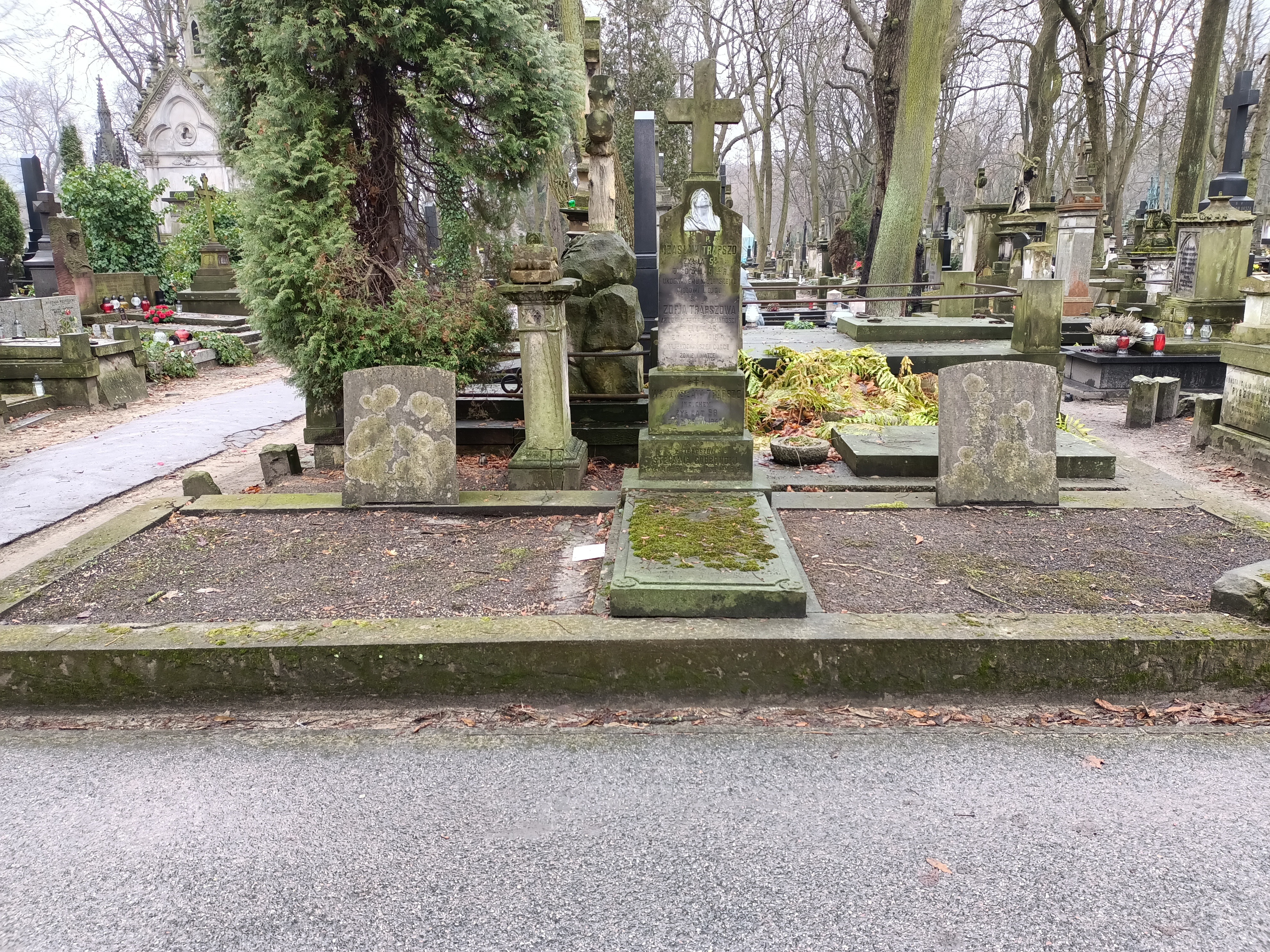
Grób Marcelego Trapszo na Cmentarzu Powązkowskim

Marceli Trapszo pseud. Oszpart, Miloński (ur. 16 stycznia 1860 w Warszawie, zm. 7 marca 1921 tamże) – polski aktor teatralny i filmowy, reżyser teatralny, dyrektor teatrów.

## Życiorys
Na scenie debiutował już w 1869 roku, grając role dziecięce w zespole swojego ojca Anastazego Trapszo w Kaliszu. Następnie kształcił się w szkole realnej w Warszawie. Na scenę powrócił w 1877 roku, ponownie w zespole ojca na deskach warszawskiego teatru Arkadia. Następnie grał w 1878 w Płocku, by powrócić do zespołu Anastazego Trapszo. Wraz z nim występował najprawdopodobniej do 1882 roku m.in. w Ciechocinku, Aleksandrowie, Łowiczu (1880), Lublinie oraz Puławach (1881). W tym okresie kilkukrotnie wymieniany był na afiszach jako dyrektor teatru, choć faktycznie kierował nim jego ojciec.
W 1883 roku występował w Krakowie (na afiszu jedynie nazwisko) oraz w warszawskim teatrze Eldorado (jako Miloński). W okresie 1883–1890 pracował w Poznaniu, występując i kierując zespołem m.in. podczas wyjazdów do Kalisza, Warszawy i Włocławsku (1886). W 1887 powrócił pod dyrekcję ojca, występując w Płocku i Warszawie, w tymże roku otrzymał również angaż do Warszawskich Teatrów Rządowych. W okresie 1889–1890 kierował zespołem poznańskim podczas występów w Warszawie. Następnie przeniósł się do Łodzi, gdzie grał i reżyserował do 1894 roku. W kolejnych latach występował we Lwowie, Poznaniu (1894), Krakowie (1894-1895) oraz ponownie w Łodzi (1898-1898, jako reżyser). W latach 1898–1900 był członkiem zespołu Adolfiny Zimajer, z którym występował m.in. w Rosji. Następnie grał w Lublinie, a od 1900 roku aż do śmierci pracował głównie w Warszawie jako członek zespołów Teatru Ludowego (1900–1905), Nowego Teatru Polskiego, Teatru Nowego (1906), Warszawskich Teatrów Rządowych (1907–1915), Teatru Letniego (1915–1920), Teatru Bagatela (1920) oraz Teatru Praskiego (1921). W międzyczasie występował również w Łodzi (1906).
Został pochowany na Cmentarzu Powązkowskim w Warszawie.

### Rodzina
Pochodził z aktorskiej rodziny - był synem Anastazego Trapszo i Eugenii z Ćwiklińskich. Jego rodzeństwem byli aktorzy: Stanisław Trapszo, Irena Trapszo-Chodowiecka oraz Tekla Trapszo. Był żonaty trzykrotnie: z Aleksandrą Ficzkowską (aktorka, ślub w 1881), Zofią Staszkowską (aktorka, ślub 19 marca 1910) oraz Wandą Podlecką (ślub 7 lutego 1920). Jego dziećmi z pierwszego małżeństwa byli: Mieczysława Ćwiklińska – aktorka i śpiewaczka oraz Władysław Trapszo – inżynier chemik oraz przedsiębiorca.